# Heinz Emigholz
Heinz Dieter Emigholz (né le 22 janvier 1948 à Achim, près de Brême, en Basse-Saxe) est un réalisateur, acteur, scénariste, artiste, écrivain et producteur de cinéma allemand.

## Biographie
Heinz Emigholz est professeur de cinéma expérimental à l'Université des arts de Berlin de 1993 à 2013 et à l'European Graduate School de Saas-Fee, en Suisse. Il travaille comme illustrateur et retoucheur et étudie la philosophie et poursuit des études littéraires à Hambourg. Il fonde la société cinématographique Pym Films en 1978.
Il a produit une œuvre filmique et artistique complète, a également accompli des performances et a été acteur pour des réalisateurs tels que Cynthia Beatt, Silke Grossmann, Stefan Hayn, Birgit et Wilhelm Hein, Ken Jacobs, Sheila McLaughlin, Sandra Nettelbeck, Elfi Mikesch, Lior Shamriz, Joseph Vilsmaier ou encore Klaus Wyborny.

## Filmographie
- 1973 : Schenec-Tady I

- 1975 : Schenec-Tady II

- 1975 : Tide

- 1976 : Schenec-Tady III

- 1976 : Hotel

- 1977 : Demon

- 1981 : Ordinary Sentence

- 1987 : The Meadow of Things

- 1990 : The Holy Bunch

- 2000 : Sullivan's Banks

- 2001 : Maillart's Bridges

- 2003 : Goff in the Desert

- 2004 : The Basis of Make-up I-III

- 2005 : D'Annunzio's Cave

- 2006 : Schindler's Houses

- 2008 : Loos Ornamental

- 2009 : Sense of Architecture

- 2010 : Miscellanea I-VII

- 2012 : Parabeton - Pier Luigi Nervi and Roman Concrete

- 2012 : Perret in France and Algeria

- 2013 : The Airstrip

- 2013 : Two Museums

- 2017 : 2 + 2 = 22 [The Alphabet]

- 2017 : Bickels [Socialism]

- 2017 : Streetscapes [Dialogue]

- 2017 : Dieste [Uruguay]

- 2018 : Two Basilicas